# Wachsturmbann „Eimann”
Wachsturmbann „Eimann” (pol.: Oddział wartowniczo-szturmowy „Eimann”) – specjalny oddział SS powołany rozporządzeniem Senatu Wolnego Miasta Gdańska z 3 lipca 1939 na bazie tamtejszego 36. pułku SS. Na czele jednostki stał SS-Obersturmbannführer Kurt Eimann, od którego nazwiska przyjęła ona swoją nazwę. 
W pierwszych miesiącach niemieckiej okupacji Wachsturmbann „Eimann” dokonał szeregu zbrodni na ludności Pomorza Nadwiślańskiego, między innymi rozstrzeliwując obrońców Poczty Polskiej w Gdańsku oraz biorąc udział w zbiorowych egzekucjach w Lasach Piaśnickich. Oddział odgrywał kluczową rolę podczas akcji likwidowania pacjentów szpitali psychiatrycznych z polskiego Pomorza i Rzeszy. Na bazie Wachsturmbann „Eimann” sformowano ponadto załogę obozu koncentracyjnego Stutthof.

## Powstanie jednostki
W związku z przygotowywaną przez III Rzeszę agresją na Polskę kontrolowane przez nazistów władze Wolnego Miasta Gdańska, jak również miejscowe struktury NSDAP, przystąpiły w tajemnicy do znacznej rozbudowy działających w Gdańsku formacji policyjnych i paramilitarnych. W połowie lat trzydziestych siły gdańskiej policji składały się już z ośmiotysięcznego korpusu policji ochronnej i kilkutysięcznego oddziału policji krajowej (Landespolizei), skoncentrowanych w koszarach we Wrzeszczu. Mogły one być wsparte przez miejscowe oddziały SS i SA, liczące około dziesięć tysięcy członków, oraz organizacje paramilitarne Stahlhelm i Soldatenbund złożone z kilku tysięcy rezerwistów.
Znaczną rolę w remilitaryzacji Gdańska odegrał Reichsführer-SS Heinrich Himmler, który w czerwcu i lipcu 1939 potajemnie wizytował miasto. Podczas spotkania z gauleiterem Forsterem, Himmler uznał dotychczasowe siły SS stacjonujące w Gdańsku za zbyt słabe i postanowił je wzmocnić. W efekcie w lipcu 1939 utworzono silnie uzbrojoną, blisko 1500-osobową formację SS-Heimwehr Danzig – złożoną częściowo z esesmanów przerzuconych nielegalnie do Gdańska z terytorium Rzeszy.
Siły te nadal uważano jednak za niewystarczające, w związku z czym rozporządzeniem Senatu Wolnego Miasta Gdańska z 3 lipca 1939 powołano do życia kolejną jednostkę – tzw. SS-Wachsturmbann (pol.: „Oddział wartowniczo-szturmowy SS”). Na czele oddziału stanął SS-Obersturmbannführer Kurt Eimann, dotychczasowy dowódca 36 pułku SS, którego podkomendni tworzyli zasadniczo trzon nowej jednostki. Od nazwiska Eimanna oddział przyjął również swoją nazwę. Koszty jego utrzymania i wyposażenia ponosiła gdańska policja z sum przyznawanych przez Ministerstwo Finansów Rzeszy władzom Wolnego Miasta Gdańska. Do rozpoczęcia wojny jednostka Eimanna była najdroższym w utrzymaniu oddziałem gdańskiej policji .
Organizacyjnie SS-Wachsturmbann podporządkowany był bezpośrednio władzom Senatu Wolnego Miasta Gdańska i prezydentowi policji Helmutowi Froebössowi, a po wybuchu wojny i reorganizacji policji oraz wcieleniu Wolnego Miasta do Rzeszy – gauleiterowi Forsterowi oraz komendantowi policji Schutzpolizei w Gdańsku. Przed wybuchem walk SS-Wachsturmbann pełnił rolę „policyjnego batalionu posiłkowego”. W końcu sierpnia 1939 jednostka liczyła około 550 osób, dzieląc się na cztery Hundertschaften (pol.: sotnie, kompanie) i jedną Kraftfahrstaffel (kompanię transportową). W sztabie SS-Wachsturmbann znalazł się m.in. dotychczasowy dowódca gdańskiego 71 pułku SS – SS-Sturmbannführer Max Pauly (późniejszy komendant obozów koncentracyjnych Stutthof i Neuengamme).
Już w lipcu 1939 gdańscy esesmani zaczęli otrzymywać wezwania powołujące ich do służby w „oddziałach bezpieczeństwa”. Członkowie SS-Wachsturmbann stawić się mieli w koszarach Schutzpolizei we Wrzeszczu (przy obecnej ulicy Słowackiego), gdzie zostali podzieleni na kompanie. Po otrzymaniu wyposażenia i broni zakwaterowano ich w szeregu obiektach; które znajdowały się na terenie Gdańska i poza miastem, między innymi we Wrzeszczu (w budynkach obecnej Politechniki Gdańskiej), w Victoriaschule, w Jankowie (mieściła się tam gdańska szkoła NSDAP), w Sztutowie i Komarach niedaleko Świbna. Esesmani przechodzili tam intensywne szkolenie wojskowe i ideologiczne. Ponadto członkowie Wachsturmbann „Eimann” pełnili służbę wartowniczą w gazowni miejskiej, elektrowni, stacji pomp, w porcie oraz większych magazynach i zakładach przemysłowych. Jeden z oddziałów konwojował więźniów przewożonych z więzień gdańskich do Świnoujścia. Pozostali esesmani zostali przydzieleni do poszczególnych komisariatów gdańskiej policji, pełniąc służbę patrolową w mieście.
Jednym z miejsc, w których szkolili się członkowie SS-Wachsturmbann, były okolice słynnej rezydencji gauleitera Forstera – tzw. Forsterówki, gdzie urządzono dla nich strzelnicę .

## Udział w kampanii wrześniowej
W końcu sierpnia 1939 r. SS-Wachsturmbann skoncentrowany został w Gdańsku. Poszczególne kompanie otrzymały zadania do wykonania po wybuchu wojny. Maxowi Pauly’emu podporządkowano dwie kompanie, przeznaczając je na załogę Victoriaschule (gdzie miał powstać prowizoryczny obóz dla internowanych) i nowo utworzonego obozu Stutthof. Pozostałe trzy kompanie miały przeprowadzić aresztowania osób umieszczonych na przygotowanych wcześniej listach proskrypcyjnych, a także wspólnie z SS-Heimwehr Danzig i policją zająć polskie obiekty na terenie Wolnego Miasta Gdańska.
W pierwszych dniach września 1939 Wachsturmbann „Eimann” wziął udział w opanowaniu polskich punktów oporu w Gdańsku (Polskiej Dyrekcji Kolejowej i Poczty Polskiej w Gdańsku), jak również uczestniczył w walkach o Westerplatte. Straty jednostki podczas tych akcji wyniosły 12 zabitych i 20 rannych. Po zakończeniu działań wojennych połowę jednostki przeznaczono do pełnienia służby wartowniczej w obozach jenieckich i dla internowanych, a resztę – wyznaczono do „zadań specjalnych”.
W dniach 19-26 września 1939 dwustu funkcjonariuszy Wachsturmbann „Eimann” ochraniało Kwaterę Główną Adolfa Hitlera, którą pełnił ówczesny sopocki Kasino Hotel.

## Zbrodnie
Udział Wachsturmbann „Eimann” w walkach na Pomorzu był dość ograniczony, gdyż jednostka była pomyślana raczej jako autonomiczny gdański odpowiednik grupy operacyjnych niemieckiej policji bezpieczeństwa i służby bezpieczeństwa (Einsatzgruppen). Podstawowym zadaniem Wachsturmbann „Eimann” była więc od samego początku rozprawa z polską ludnością Gdańska i Pomorza. Należy też podkreślić, że oddział utworzono z oddolnej inicjatywy gdańskich nazistów – bez oficjalnego błogosławieństwa ze strony Berlina. Wachsturmbann „Eimann” był więc de facto prywatnym szwadronem śmierci gauleitera Forstera i dowódcy SS i policji na Pomorzu, SS-Gruppenführera Richarda Hildebrandta. Wzbudzało to gniew zazdrosnego o swe prerogatywy Himmlera, który w połowie grudnia 1939 zarzucił wręcz Hildebrandtowi niesubordynację.
Już od 1 września 1939 esesmani Eimanna uczestniczyli w masowych aresztowaniach Polaków na terenie Wolnego Miasta Gdańska. Tworzyli też załogi prowizorycznych obozów dla internowanych, utworzonych w Victoriaschule, gdańskim Nowym Porcie, Granicznej Wsi i w wielu innych miejscach, gdzie polskich więźniów poddawano wyjątkowo brutalnym torturom i szykanom. Max Pauly kierował ponadto Komendanturą Obozów Jenieckich w Gdańsku, której podlegały niemal wszystkie obozy internowania na Pomorzu.
Udział w terroryzowaniu i eksterminacji polskiej ludności Pomorza oddział Eimanna mógł wziąć na pełną skalę po zakończeniu kampanii wrześniowej. Jesienią 1939 Wachsturmbann „Eimann” udzielał wsparcia strukturom policyjnym, żandarmerii i oddziałom Selbstschutzu w przeprowadzaniu akcji aresztowań Polaków na Wybrzeżu Gdańskim. Jego esesmani dokonywali m.in. aresztowań i doraźnych egzekucji Polaków w Starogardzie, Kościerzynie, Kartuzach, czy Wejherowie; jak również eskortowali pomorskich Żydów do gett w Wiedniu i Bratysławie. Wachsturmbann „Eimann” był ponadto jedną z głównych jednostek biorących udział w aresztowaniach i wysiedlaniu ludności Orłowa i Gdyni.

### Zamordowanie obrońców Poczty Polskiej w Gdańsku

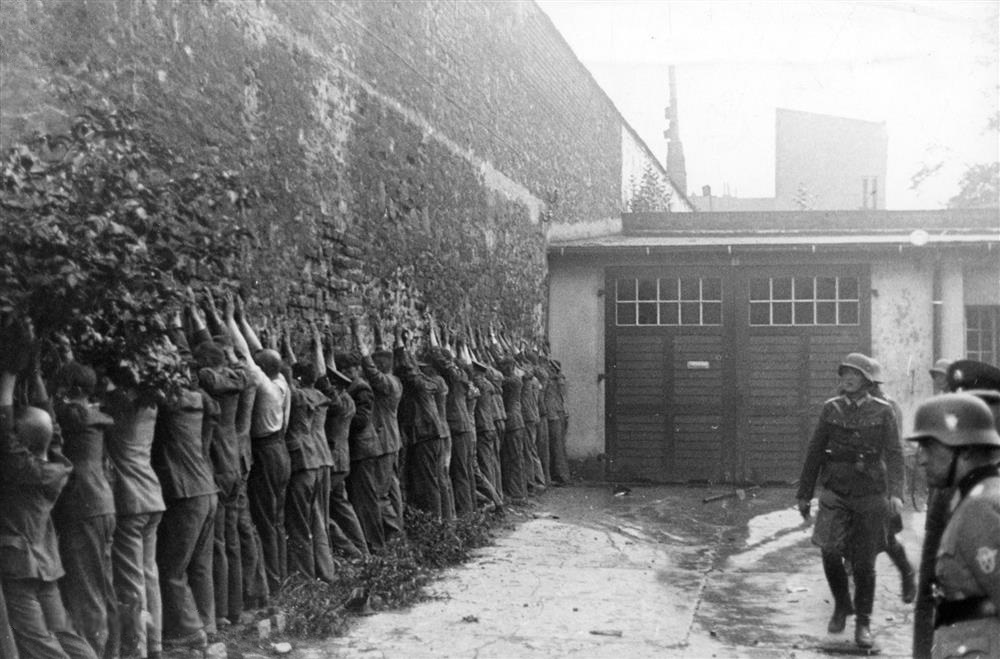
1 września 1939 – polscy pocztowcy z Gdańska pod ścianą

Pierwszą z głośnych zbrodni, z których szczególnie „zasłynęli” członkowie Wachsturmbann „Eimann” było zamordowanie obrońców Poczty Polskiej w Gdańsku. 1 września 1939, po wielogodzinnym twardym oporze, szturmowana przez przeważające siły policji SA i SS poczta skapitulowała. 38 pocztowców, którzy dostali się do niewoli, zostało oskarżonych o „uprawianie partyzantki” i po parodii procesu skazanych na śmierć .
Wyrok wykonano 5 października, około godziny 4:00 nad ranem na ćwiczebnym poligonie policji gdańskiej na Zaspie . Pluton egzekucyjny tworzyli członkowie Wachsturmbann „Eimann”; dowodził nim osobiście Max Pauly .

Pauly zarządził, byśmy my, więźniowie, zdjęli ofiarom z palców pierścienie oraz powybijali złote uzębienie, zaznaczając, że takowe wyda rodzinom, jednak oficer, który odczytywał wyrok, oświadczył, że nie pozwala na to. Wtedy Pauly zaczął sam zdejmować pierścienie z palców zwłok, a mnie i Garczyńskiemu polecił, byśmy weszli do grobu i tam układali w jedną warstwę zwłoki […] Gdyśmy zwłoki mieli już ułożone, poczęliśmy wołać na współwięźniów, by pomogli nam wydobyć się z grobu przez podanie rąk, co przerwał Pauly oświadczeniem, że my pozostaniemy w grobie. I wtedy znów wmieszał się wspomniany oficer, zapowiadając, że wszyscy więźniowie muszą powrócić do obozu, skąd zostali zabrani – zeznanie Aleksego Rosińskiego .

### Udział w zbiorowych egzekucjach w Piaśnicy
Po opanowaniu Pomorza Niemcy przystąpili do eksterminacji polskich elit politycznych, gospodarczych i intelektualnych, które obarczali winą za politykę polonizacyjną prowadzoną na ziemiach zachodnich w okresie międzywojennym oraz traktowali jako główną przeszkodę na drodze do szybkiego i całkowitego zniemczenia regionu. Polscy historycy oceniają, że w okresie: wrzesień 1939 – wiosna 1940 zamordowano w prowincji Gdańsk-Prusy Zachodnie od 36 do 50 tysięcy ludzi. Niemiecki badacz Dieter Schenk oszacował z kolei, że w 432 miejscach na Pomorzu wymordowano w tym czasie od 52 794 do 60 750 osób. Największym miejscem kaźni, a zarazem symbolem martyrologii Polaków na Pomorzu, stały się Lasy Piaśnickie, gdzie zginęło od 12 tys. do 14 tys. ludzi.
Wachsturmbann „Eimann” wraz z członkami Einsatzkommando 16 i wejherowskiego Selbstschutzu (paramilitarna formacja złożona z przedstawicieli niemieckiej mniejszości narodowej, zamieszkującej przedwojenne terytorium Rzeczypospolitej) brał udział masowych egzekucjach w Piaśnicy. Oblicza się, że esesmani Eimanna byli w stanie rozstrzelać dziennie ok. 150 ludzi . Niektórych rannych dobijano ciosami kolb karabinowych, o czym świadczą roztrzaskane czaszki odnalezione w mogiłach. Przed egzekucjami – co potwierdzają zeznania świadków oraz wyniki oględzin odnalezionych zwłok – Niemcy torturowali skazańców. Niektóre relacje mówią o bestialskim zabijaniu małych dzieci poprzez rozbijanie ich główek o pnie drzew.

### Mordowanie psychicznie chorych
Nazistowska ideologia uznawała osoby psychicznie chore za „niezdolne do współżycia społecznego i wiodące żywot niegodny życia” . Władze III Rzeszy potraktowały więc wybuch wojny jako znakomitą okazję do rozpoczęcia ich eksterminacji, którą eufemistycznie określano mianem „eutanazji”. Mordowanie chorych psychicznie na ziemiach polskich miało miejsce już od pierwszych tygodni okupacji hitlerowskiej. Na Pomorzu polecenie „opróżnienia” tamtejszych zakładów leczniczych i opiekuńczych z pacjentów otrzymał Kurt Eimann .
Po wojnie Eimann twierdził, iż był przerażony postawionym przed nim zadaniem – niemniej jednak do jego realizacji przystąpił bardzo skrupulatnie. Nie starając się o uzupełniające wskazówki od swoich przełożonych, odnośnie do wykonania rozkazu, zdecydował się na dokonanie zamierzonych zabójstw z ludźmi swojego oddziału. Zgodnie z jego pomysłem, celem zapewnienia sprawnego przebiegu akcji, zabijano chorych pojedynczo, za pomocą strzału w potylicę, oraz utrzymywano ich aż do końca w nieświadomości co do oczekującego ich losu. Wcześniej Eimann wyszukał miejsca nadające się najlepiej do przeprowadzania rozstrzeliwań . Zanim rozpoczęło się mordowanie chorych psychicznie, Eimann i jego ludzie zostali przeszkoleni w jednym ze szpitali psychiatrycznych. Opowiadano im tam, jak przyroda obchodzi się z życiem niegodnym życia i o tym, że „zdrowe zwierzęta zabijają chore”.
Na początek esesmani Eimanna zlikwidowali Wojewódzki Szpital dla Psychicznie Chorych „Kocborowo”, którego 1680 pacjentów rozstrzelano lub zabito śmiertelnymi zastrzykami w Lesie Szpęgawskim k. Starogardu Gdańskiego. Wachsturmbann „Eimann” wymordował również 1700 pacjentów Krajowego Zakładu Psychiatrycznego w Świeciu, spośród których 1350 rozstrzelano na terenie żwirowni w Mniszku, a pozostałych zabito w Lesie Szpęgawskim. Wśród ofiar znajdowało się 120 dzieci, które wywieziono na egzekucję pod pozorem odbycia wycieczki , jak również dyrektor szpitala, doktor Józef Bednarz, który nie skorzystał z możliwości ucieczki i towarzyszył swym pacjentom do samego końca.
Po „opróżnieniu” pomorskich zakładów Wachsturmbann „Eimann” mordował pacjentów niemieckich szpitali psychiatrycznych, których w tym celu specjalnie sprowadzano z głębi Rzeszy na tereny okupowane. Z rąk podwładnych Eimanna zginęło około 2 tys. chorych z zakładów w Lęborku, Stralsundzie i Ueckermünde oraz z berlińskiego Treptow. Kurt Eimann od początku do końca nadzorował każdą z zaplanowanych przez niego, we wszystkich szczegółach, akcję masowych rozstrzeliwań .

### KL Stutthof
W sierpniu 1939 esesmani z Wachsturmbann „Eimann” (dowodzeni przez Obersturmführera Ericha Gusta) nadzorowali prace przy budowie nowego obozu koncentracyjnego – KL Stutthof. Wraz z wybuchem wojny i oficjalnym otwarciem obozu, które nastąpiło już 2 września 1939, członkowie oddziału stworzyli pierwszą załogę obozu. Członek sztabu Wachsturmbann „Eimann” – wspomniany wielokrotnie Max Pauly – jako szef Komendantury Obozów Jenieckich – Gdańsk nadzorował obóz, a od 1 kwietnia 1940 roku pełnił funkcję jego komendanta Stutthof (do 31 sierpnia 1942).

### Berlińska Policja
W 1940 roku po zakończeniu Intelligenzaktion na Pomorzu około 500 członków SS-Wachsturmbann zostało przyjętych do niemieckiej policji w Berlinie. Przełożeni tych świeżo upieczonych berlińskich stróżów prawa mieli poważne wątpliwości, czy będą oni zdolni rozpocząć normalne życie i strzec praworządności w stolicy Niemiec.

Jednej z powracających z Polski jednostek policyjnych odczytano rozkaz Reichsinnenministerium, w którym była mowa o tym, że policjanci ci powinni znowu postępować zgodnie z prawem i przepisami, a o wszystkich wydarzeniach w Polsce zachować absolutne milczenie. Nikogo z tych morderców przynależnych do różnych formacji nie pociągnięto do odpowiedzialności za dokonane w Polsce przestępstwa. Podlegali oni bowiem wydanemu potajemnie przez Hitlera dekretowi o amnestii z 4 października 1939 r. 

## Rozwiązanie jednostki i powojenne losy jej członków
Eimann pełnił funkcję dowódcy oddziału do grudnia 1939. Jednostkę rozwiązano na przełomie stycznia i lutego 1940. Do dziś nie udało się ustalić nazwisk członków Wachsturmbann „Eimann”, gdyż większość esesmanów została po wykonaniu zadania przeniesiona do służby w innych formacjach i miejscach. Prawdopodobnie większość z nich trafiła (wraz z członkami SS-Heimwehr Danzig) do słynnej dywizji Waffen-SS „Totenkopf”. Sam Eimann dosłużył się stopnia podpułkownika wojsk pancernych SS .
Większość spośród ponad 500 członków Wachsturmbann „Eimann” nie poniosła nigdy odpowiedzialności za swe zbrodnie. Osądzeni zostali tylko nieliczni, głównie członkowie załogi Stutthof. Jednym z nich był Max Pauly, który był sądzony przez Brytyjczyków w pierwszym procesie załogi KL Neuengamme. 3 maja 1946 Pauly skazany został na karę śmierci przez powieszenie. Wyrok wykonano w październiku tego samego roku. Akt oskarżenia nie obejmował jednak zbrodni popełnionych przez Pauly’ego na Pomorzu .
W 1968 w Hanowerze toczył się z kolei proces Kurta Eimanna, oskarżonego o udział w eksterminacji psychicznie chorych. Eimann przyznał się do zamordowania w Piaśnicy 1200 pacjentów niemieckich szpitali psychiatrycznych. Został uznany winnym i skazany na cztery lata więzienia, z których odsiedział dwa.